# Eeileen Romero
Eeileen Auxiliadora Romero Valle (Mejicanos, San Salvador, 3 de febrero de 1974-San Salvador, 25 de octubre de 2021) fue una abogada y servidora pública salvadoreña. Fue representante de la delegación de El Salvador de Personas con Discapacidad en la convención Internacional sobre los Derechos de las Personas con Discapacidad con sede en la Organización de las Naciones Unidas (ONU) en la ciudad de Nueva York en el año 2005. Era conocida por su trabajo activo y por su apoyo a programas para las clases más desfavorecidas de El Salvador.
Se desempeñó como Colaboradora Jurídica del Departamento de Inspección del Ministerio de Trabajo y Previsión Social de El Salvador, hasta que fue elegida diputada por el Departamento de San Salvador del PCN, en las Elecciones legislativas y municipales de El Salvador de 2018, donde recibió 20 718 votos.
Tenía una discapacidad física provocada por la osteogénesis imperfecta u osteogenia imperfecta (siglas "OI"; también llamada huesos de cristal), que se presenta al nacer, y está caracterizada por una fragilidad de hueso excesiva, consecuencia de una deficiencia congénita en la elaboración de una proteína, el colágeno tipo I, en los huesos. Las personas tienen menos colágeno de lo normal o es de una menor calidad, y como es una proteína importante en la estructura de los huesos, causa una fragilidad y debilidad poco usual de los huesos, y les atrofia el crecimiento normal. Sin embargo, logró culminar con éxito tanto sus estudios universitarios como su formación profesional.

## Primeros años
Nació en Mejicanos del departamento de San Salvador, el 3 de febrero de 1974, en el seno de una familia humilde, hija del comerciante Antonio Romero Díaz y Sofía Santos Valle. En su nacimiento presentó siete fracturas por todo su cuerpo debido a la osteogénesis imperfecta que padecía, que la mantuvo varios días en la incubadora del hospital.
Cuando tenía ocho años de edad su padre falleció, víctima del conflicto armado acontecido durante la guerra civil de El Salvador en 1980. Después de la muerte de su padre, quien era el que brindaba el aporte económico a la familia, para tratar de superarlo, Romero se muda junto a su madre a San Pablo Tacachico, origen de sus abuelos, ubicado en el departamento de La Libertad.

## Formación y trayectoria
Debido a las deficiencias y a la falta de infraestructura para las personas con cualquier tipo de discapacidad física en El Salvador, Eeileen empezó sus estudios de primaria a la edad de 13 años.
Culminó sus estudios de Primaria a Bachillerato General en el Colegio “Liceo Cristiano Reverendo Juan Bueno Central" en el año 1998.
Se graduó en Ciencias Jurídicas en 2004, en la Universidad Cristiana de las Asambleas de Dios.
En 2005 fue representante de la delegación de El Salvador de Personas con Discapacidad en la convención Internacional sobre los Derechos de las Personas con Discapacidad realizado por la ONU en la ciudad de Nueva York.
Obtuvo su nombramiento por la Corte Suprema de Justicia como abogada de la República de El Salvador en el año 2008, función que ostentó hasta su muerte.
Ejerció muchos cargos durante más de una década, entre los cuales destacan: Delegada del Departamento de Individuales, Jefe Inmediato de la Oficina de Asesoría Laboral al Usuario y Colaboradora Jurídica de Recepción de Solicitudes de Inspección.
De igual forma, en el año 2011 fue representante del Ministerio de Trabajo y Previsión Social de El Salvador, en el Comité Técnico del Consejo Nacional de Atención Integral a la Persona con Discapacidad (CONAIPD).
Debido a su labor, fue entrevistada y reconocida como un caso de inspiración y éxito por medios nacionales e internacionales, entre los que destacan los reportajes de radio y televisión nacional y la cadena televisiva Univisión, el programa club 700 e itv noticias.
A finales de 2017 anunció su candidatura para el cargo de diputada para las elecciones legislativas y municipales de la República de El Salvador de 2018 para el período del 1 de mayo de 2018 al 30 de abril de 2021, las cuales se llevaron a cabo el domingo 4 de marzo de 2018, siendo elegida.

## Muerte
Murió en San Salvador, el 25 de octubre de 2021 a los 47 años de edad, debido a complicaciones de salud que culminaron en un paro cardíaco.